# Tsutomu Matsuda
Tsutomu Matsuda (født 5. oktober 1983) er en tidligere japansk fodboldspiller.
Han har spillet for flere forskellige klubber i sin karriere, herunder Ventforet Kofu.